# Krnci
Krnci (mađarski: Lendvakislak) je naselje u slovenskoj Općini Moravskim Toplicama. Krnci se nalazi u pokrajini Prekomurju i statističkoj regiji Pomurju. 

## Stanovništvo
Prema popisu stanovništva iz 2002. godine naselje je imalo 59 stanovnika.